# Discografia di Flo Rida
La seguente pagina contiene la discografia di Flo Rida, cantante statunitense.
Essa consiste di tre album in studio, un EP, venticinque singoli come artista principale, otto singoli promozionali e ventiquattro video musicali. Cresciuto in Florida, lo stato dal quale ha preso il proprio nome d'arte, ha fatto parte di un gruppo hip hop durante l'adolescenza. Una demo da solista fu inizialmente rifiutato da numerose etichette discografiche, finché non fu accettato dalla Poe Boy Entertainment, con la quale Flo Rida ottenne un contratto nel 2006.

## Album in studio
| Anno                                                                          | Titolo | Classifiche | Classifiche | Classifiche | Classifiche | Classifiche | Classifiche | Classifiche | Classifiche | Classifiche | Classifiche | Vendite        | Certificazioni                  |
| Anno                                                                          | Titolo | USA         | AUS         | AUT         | CAN         | FRA         | GER         | IRL         | NZ          | SWI         | UK          | Vendite        | Certificazioni                  |
| ----------------------------------------------------------------------------- | --- | ----------- | ----------- | ----------- | ----------- | ----------- | ----------- | ----------- | ----------- | ----------- | ----------- | -------------- | ------------------------------- |
| 2008                                                                          | Mail on Sunday - Pubblicato: 20 marzo 2008 - Etichetta: Atlantic, Poe Boy - Formati: CD, download digitale           | 4           | 21          | —           | 4           | 129         | 50          | 57          | 14          | 60          | 29          | - USA: 443.000 | - AUS: Oro - CAN: Oro - UK: Oro |
| 2009                                                                          | R.O.O.T.S. - Pubblicato: 31 marzo 2009 - Etichetta: Atlantic, Poe Boy - Formati: CD, download digitale               | 8           | 6           | 21          | 6           | 25          | 21          | 13          | 13          | 14          | 5           | - USA: 300.000 | - CAN: Oro - UK: Argento        |
| 2010                                                                          | Only One Flo (Part 1) - Pubblicato: 24 novembre 2010 - Etichetta: Atlantic, Poe Boy - Formati: CD, download digitale | 107         | 82          | —           | 70          | —           | —           | —           | —           | —           | 179         | - USA: 100.000 |                                 |
| 2012                                                                          | Wild Ones - Pubblicato: 3 luglio 2012 - Etichetta: Atlantic, Poe Boy - Formati: CD, download digitale                | 14          | 5           | 8           | 1           | 19          | 16          | 9           | 6           | 7           | 8           | - USA: 311.000 | - AUS: Oro - CAN: Oro - UK: Oro |
| "—" indica una pubblicazione non classificata o non pubblicata in quel paese. | |             |             |             |             |             |             |             |             |             |             |                |                                 |

## Extended play
| Titolo                                                       | Dettagli                                                                                  | Classifiche | Classifiche | Classifiche | Classifiche |
| Titolo                                                       | Dettagli                                                                                  | US          | AUS         | CAN         | NZ          |
| ------------------------------------------------------------ | ----------------------------------------------------------------------------------------- | ----------- | ----------- | ----------- | ----------- |
| iTunes Live: London Festival '09                             | - Pubblicazione: 15 luglio 2009 (US) - Etichetta: Atlantic - Formati: Digital download    | —           | —           | —           | —           |
| Hits Mix                                                     | - Pubblicazione: 1º dicembre 2009 (US) - Etichetta: Atlantic - Formati: Digital download  | —           | —           | —           | —           |
| Good Feeling                                                 | - Pubblicazione: 6 aprile 2012 (AUS) - Etichetta: Sony - Formati: CD, digital download    | —           | 12          | —           | 5           |
| My House                                                     | - Pubblicazione: 7 aprile 2015 - Etichetta: Poe Boy, Atlantic - Formati: Digital download | 14          | —           | 9           | —           |
| "—" indica che la pubblicazione non è entrata in classifica. |                                                                                           |             |             |             |             |

## Singoli

### Come artista principale
| Low (feat. T-Pain)                                                  | 2007 | 1  | 1  | 9  | 1  | 13 | 1  | 1  | 17 | 13 | 2   | - Usa: Platino (8) - AUS: Platino (3) - BPI: Platinum - BVMI: Gold - IFPI SWI: Platinum - CAN: Platino (3) - RMNZ: 2× Platinum                                                  | Mail on Sunday        |
| Elevator (feat. Timbaland)                                          | 2008 | 16 | 13 | 69 | 10 | 34 | 11 | 10 | 19 | 92 | 20  | - USA: Oro - AUS: Oro - CAM: Oro | Mail on Sunday        |
| In the Ayer (feat. will.i.am)                                       | 2008 | 9  | 19 | —  | 13 | 50 | 13 | 9  | 20 | —  | 29  | - USA: Platino (2) - CAN: Platino | Mail on Sunday        |
| Right Round (feat. Ke$ha)                                           | 2009 | 1  | 1  | 2  | 1  | 4  | 1  | 2  | 2  | 2  | 1   | - USA: Platino (6) - AUS: Platino (3) - UK: ORO - BVMI: Platino - AUT: Oro - SWI: Platino - CAN: Platino (4) - RMNZ: Platinum                                                   | R.O.O.T.S.            |
| Shone (feat. Pleasure P)                                            | 2009 | 57 | —  | —  | 38 | —  | —  | —  | —  | —  | 144 | | R.O.O.T.S.            |
| Sugar (feat. Wynter)                                                | 2009 | 5  | 20 | 28 | 8  | 37 | 14 | 26 | 31 | 40 | 19  | - USA: Platino - JAP: Oro - CAN: Oro | R.O.O.T.S.            |
| Jump (feat. Nelly Furtado)                                          | 2009 | 54 | 18 | 34 | 32 | 27 | 26 | 33 | —  | —  | 21  | - USA: Oro | R.O.O.T.S.            |
| Be on You (feat. Ne-Yo)                                             | 2009 | 19 | —  | —  | 61 | —  | —  | —  | —  | —  | 51  | | R.O.O.T.S.            |
| Available (feat. Akon)                                              | 2009 | —  | —  | —  | 89 | —  | —  | —  | —  | —  | —   | | R.O.O.T.S.            |
| Feel It (con Three 6 Mafia e Sean Kingston vs. Tiësto)              | 2009 | 78 | —  | 20 | 33 | 21 | 39 | —  | —  | —  | 83  | - CAN: Oro | Kaleidoscope          |
| Club Can't Handle Me (feat. David Guetta e Nicole Scherzinger)      | 2010 | 9  | 3  | 3  | 4  | 4  | 1  | 3  | 11 | 3  | 1   | - USA: 3× Platinum - AUS: 3× Platinum - UK: Platino - BVMI: Oro - SWI: Platino - CAN: Platino (3) - RMNZ: Oro                                                                   | Only One Flo (Part 1) |
| Turn Around (5, 4, 3, 2, 1)                                         | 2010 | 98 | 12 | 7  | 46 | 8  | 36 | 33 | 54 | 21 | 41  | - AUS: Platino (2) - BVMI: Oro | Only One Flo (Part 1) |
| Who Dat Girl (feat. Akon)                                           | 2011 | 29 | 10 | 45 | 16 | —  | —  | —  | —  | —  | 64  | - AUS: Platino - CAN: Platino | Only One Flo (Part 1) |
| Good Feeling                                                        | 2011 | 3  | 4  | 1  | 2  | 1  | 1  | 5  | 4  | 3  | 1   | - USA: Platino (4) - AUS: Platino (5) - UK: Platino - BVMI: Platino - AUT: Platino - SWE: Platinum (4) - SWI: Platino (2) - CAN: Platino (5) - RMNZ: Platino (2)                | Wild Ones             |
| Wild Ones (feat. Sia)                                               | 2011 | 5  | 1  | 2  | 1  | 6  | 3  | 1  | 3  | 3  | 4   | - USA: Platino (4) - AUS: Platino (7) - UK: Platino - BVMI: Oro - AUT: Platino - SWE: Platino (5) - IFPI SWI: Platinum - MC: 5× Platinum - RMNZ: 2× Platinum                    | Wild Ones             |
| Whistle                                                             | 2012 | 1  | 1  | 2  | 1  | 2  | 1  | 1  | 1  | 1  | 2   | - RIAA: 4× Platinum - ARIA: 7× Platinum - BVMI: 3× Gold - BPI: Platinum - IFPI AUT: Platinum - IFPI SWE: 5× Platinum - IFPI SWI: Platinum - MC: 5× Platinum - RMNZ: 2× Platinum | Wild Ones             |
| I Cry                                                               | 2012 | 6  | 3  | 6  | 9  | 10 | 12 | 4  | 17 | 9  | 3   | - RIAA: 2× Platinum - ARIA: 3× Platinum - BPI: Gold - BVMI: Gold - IFPI SWI: Platinum - MC: 2× Platinum - RMNZ: Platinum                                                        | Wild Ones             |
| Sweet Spot (featuring Jennifer Lopez)                               | 2013 | —  | 25 | 39 | —  | —  | —  | —  | —  | —  | —   | - ARIA: Gold | Wild Ones             |
| Let It Roll                                                         | 2013 | —  | 7  | 6  | 23 | 24 | 34 | 18 | —  | —  | 17  | | Wild Ones             |
| Can't Believe It (featuring Pitbull)                                | 2013 | —  | 7  | 16 | 26 | 4  | 19 | 36 | —  | 19 | —   | - ARIA: Gold | Non-album singles     |
| How I Feel                                                          | 2013 | 96 | 20 | 6  | 57 | 24 | 31 | —  | —  | 24 | 8   | - ARIA: Gold | Non-album singles     |
| G.D.F.R. (featuring Sage the Gemini e Lookas)                       | 2014 | 8  | 36 | 12 | 10 | 7  | 15 | 21 | 12 | 23 | 3   | - RIAA: 3× Platinum - ARIA: Gold - BPI: Gold - BVMI: Gold - MC: Platinum - RMNZ: Gold                                                                                           | My House              |
| I Don't Like It, I Love It (featuring Robin Thicke e Verdine White) | 2015 | 43 | 17 | 7  | 30 | 19 | 8  | 8  | 33 | 25 | 7   | - RIAA: Platinum - ARIA: Platinum - RMNZ: Platinum - BPI: Gold | My House              |
| My House                                                            | 2015 | 4  | 6  | 8  | 5  | 16 | 40 | 12 | 4  | 15 | 59  | - RIAA: 4× Platinum - ARIA: 2× Platinum - UK: Argento - RMNZ: Platino (2) - GLF: Platino                                                                                        | My House              |
| Hello Friday (feat. Jason Derulo)                                   | 2016 | 79 | 36 | —  | —  | —  | —  | —  | —  | —  | 198 | | /                     |
| Cake (con 99 Percent)                                               | 2017 | —  | —  | —  | —  | —  | —  | —  | —  | —  | —   | | This Is a Challenge   |
| Game Time (feat. Sage the Gemini)                                   | 2017 | —  | —  | —  | —  | —  | —  | —  | —  | —  | —   | | The Perfect 10        |
| "—" indica che la pubblicazione non è entrata in classifica.        |      |    |    |    |    |    |    |    |    |    |     | |                       |

### Come artista ospite
| Anno | Titolo                                                                   | Posizione in classifica | Posizione in classifica | Posizione in classifica | Posizione in classifica | Posizione in classifica | Posizione in classifica | Posizione in classifica | Posizione in classifica | Posizione in classifica | Posizione in classifica | Certificazioni                                                                 | Album                         |
| Anno | Titolo                                                                   | US                      | US Dance                | US R&B                  | US Rap                  | AUS                     | CAN                     | IRL                     | NZ                      | SWE                     | UK                      | Certificazioni                                                                 | Album                         |
| ---- | ------------------------------------------------------------------------ | ----------------------- | ----------------------- | ----------------------- | ----------------------- | ----------------------- | ----------------------- | ----------------------- | ----------------------- | ----------------------- | ----------------------- | ------------------------------------------------------------------------------ | ----------------------------- |
| 2008 | Move Shake Drop (Remix) (DJ Laz featuring Flo Rida e Casely)             | 56                      | —                       | —                       | —                       | —                       | —                       | —                       | —                       | —                       | —                       |                                                                                | Category 6                    |
| 2008 | We Break the Dawn (Michelle Williams featuring Flo Rida)                 | —                       | 4                       | —                       | —                       | —                       | —                       | —                       | —                       | —                       | —                       |                                                                                | Unexpected                    |
| 2008 | Running Back (Jessica Mauboy featuring Flo Rida)                         | —                       | —                       | —                       | —                       | 3                       | —                       | —                       | —                       | —                       | —                       | - AUS: 2× Platino                                                              | Been Waiting                  |
| 2009 | Feel It (DJ Felli Fel featuring T-Pain, Sean Paul, Flo Rida and Pitbull) | —                       | —                       | —                       | 23                      | —                       | —                       | —                       | —                       | —                       | —                       |                                                                                | Singolo non presente su album |
| 2009 | Sunshine (Phyllisia featuring Ne-Yo e Flo Rida)                          | —                       | —                       | 69                      | —                       | —                       | —                       | —                       | —                       | —                       | —                       |                                                                                | Singolo non presente su album |
| 2009 | Good Girls Like Bad Boys (Jadyn Maria featuring Flo Rida)                | —                       | —                       | —                       | —                       | —                       | —                       | —                       | —                       | —                       | —                       |                                                                                | Singolo non presente su album |
| 2009 | Cause a Scene (Teairra Marí featuring Flo Rida)                          | —                       | —                       | —                       | —                       | —                       | —                       | —                       | —                       | —                       | —                       |                                                                                | Singolo non presente su album |
| 2009 | Ruff Me Up (Brooke Hogan featuring Flo Rida)                             | —                       | —                       | —                       | —                       | —                       | —                       | —                       | —                       | —                       | —                       |                                                                                | The Redemption                |
| 2009 | Come Alive (Masha K featuring Flo Rida)                                  | —                       | —                       | —                       | —                       | —                       | —                       | —                       | —                       | —                       | —                       |                                                                                | Non-album single              |
| 2009 | Bad Boys (Alexandra Burke featuring Flo Rida)                            | —                       | —                       | —                       | —                       | —                       | —                       | 1                       | —                       | 6                       | 1                       | - UK: Platinum - SWE: Platinum                                                 | Overcome                      |
| 2009 | Drop That (Mista Mac featuring Flo Rida, Brisco and BallGreezy)          | —                       | —                       | —                       | —                       | —                       | —                       | —                       | —                       | —                       | —                       |                                                                                | Live from the 305             |
| 2009 | The Next Door (Indestructible) (Exile featuring Flo Rida)                | —                       | —                       | —                       | —                       | —                       | —                       | —                       | —                       | —                       | —                       |                                                                                | Singolo non presente su album |
| 2009 | Feelin on My A (Dear Jayne featuring Flo Rida)                           | —                       | —                       | —                       | —                       | —                       | —                       | —                       | —                       | —                       | —                       |                                                                                | Singolo non presente su album |
| 2009 | Kick It Out (Boom Boom Satellites featuring Tahj Mowry and Flo Rida)     | —                       | —                       | —                       | —                       | —                       | —                       | —                       | —                       | —                       | —                       |                                                                                | Singolo non presente su album |
| 2009 | Candy Girl (Sugar Sugar) (Inner Circle featuring Flo Rida)               | —                       | —                       | —                       | —                       | —                       | —                       | —                       | —                       | —                       | —                       |                                                                                | Bringin da Heat               |
| 2009 | Dance with Me (Aaron Carter featuring Flo Rida)                          | —                       | —                       | —                       | —                       | —                       | —                       | —                       | —                       | —                       | —                       |                                                                                | Singolo non presente su album |
| 2009 | Feel It (Three 6 Mafia featuring Tiësto with Sean Kingston and Flo Rida) | 78                      | 4                       | —                       | —                       |                         | 33                      | 39                      | —                       | —                       | 83                      | - CAN: Gold                                                                    | Laws of Power                 |
| 2010 | "What Girls Like (Smokey featuring Flo Rida e Git Fresh)                 | —                       | —                       | —                       | —                       | —                       | —                       | —                       | —                       | —                       | —                       |                                                                                | Singolo non presente su album |
| 2010 | Drop (Ultimate featuring Flo Rida and Git Fresh)                         | —                       | —                       | —                       | —                       | —                       | —                       | —                       | —                       | —                       | —                       |                                                                                | Singolo non presente su album |
| 2010 | Dancin' for Me (J. Lewis featuring Flo Rida)                             | —                       | —                       | —                       | —                       | —                       | —                       | —                       | —                       | —                       | —                       |                                                                                | Singolo non presente su album |
| 2010 | Caught Me Slippin (Nathan featuring Flo Rida)                            | —                       | —                       | —                       | —                       | —                       | —                       | —                       | —                       | —                       | —                       |                                                                                | Singolo non presente su album |
| 2010 | iYiYi (Cody Simpson featuring Flo Rida)                                  | —                       | —                       | —                       | —                       | 19                      | 73                      | —                       | 29                      | —                       | —                       | - CAN: Gold - AUS: Gold                                                        | 4 U                           |
| 2010 | Let Me Show U (Wesley featuring Flo Rida)                                | —                       | —                       | —                       | —                       | —                       | —                       | —                       | —                       | —                       | —                       |                                                                                | Non-album single              |
| 2010 | You Make the Rain Fall (Kevin Rudolf featuring Flo Rida)                 | —                       | —                       | —                       | —                       | —                       | 59                      | —                       | —                       | —                       | —                       |                                                                                | To the Sky                    |
| 2010 | Higher (The Saturdays featuring Flo Rida)                                | —                       | —                       | —                       | —                       | —                       | —                       | 11                      | —                       | —                       | 10                      |                                                                                | Headlines!                    |
| 2010 | SMH (Shakin' My Head) (Detail featuring Flo Rida)                        | —                       | —                       | —                       | —                       | —                       | —                       | —                       | —                       | —                       | —                       |                                                                                | Singolo non presente su album |
| 2011 | Dance with Me (Justice Crew featuring Flo Rida)                          | —                       | —                       | —                       | —                       | 44                      | —                       | —                       | —                       | —                       | —                       |                                                                                | Singolo non presente su album |
| 2011 | Anywhere (Kevin Lyttle featuring Flo Rida)                               | —                       | —                       | —                       | —                       | —                       | —                       | —                       | —                       | —                       | —                       |                                                                                | Singolo non presente su album |
| 2011 | Where Them Girls At (David Guetta featuring Flo Rida and Nicki Minaj)    | 14                      | 10                      | —                       | 24                      | 6                       | 3                       | 5                       | 6                       | 7                       | 3                       | - AUS: Platinum - NZ: Gold - AUT: Gold - GER: Gold - UK: Silver - US: Platinum | Nothing but the Beat          |
| 2011 | Club Rocker (Inna featuring Flo Rida)                                    | —                       | —                       | —                       | —                       | —                       | —                       | —                       | —                       | —                       | —                       | —                                                                              | I Am the Club Rocker          |
| 2011 | Hangover (Taio Cruz featuring Flo Rida)                                  | 62                      | 33                      | —                       | —                       | 4                       | 13                      | —                       | 10                      | —                       | 14                      | - AUS: Platinum                                                                | TY.O                          |
| 2011 | Take Over (Mizz Nina featuring Flo Rida)                                 | —                       | —                       | —                       | —                       | —                       | —                       | —                       | —                       | —                       | —                       | —                                                                              | Singolo non presente su album |
| 2021 | Adrenalina'br />(Senhit featuring Flo Rida)                              | —                       | —                       | —                       | —                       | —                       | —                       | —                       | —                       | —                       | —                       | —                                                                              | Singolo non presente su album |

### Singoli promozionali
| Anno                                                         | Titolo                                  | Posizione in classifica | Posizione in classifica | Posizione in classifica | Posizione in classifica | Album                 |
| Anno                                                         | Titolo                                  | US                      | US R&B                  | CAN                     | UK                      | Album                 |
| ------------------------------------------------------------ | --------------------------------------- | ----------------------- | ----------------------- | ----------------------- | ----------------------- | --------------------- |
| 2007                                                         | Birthday                                | —                       | —                       | —                       | —                       | Mail on Sunday        |
| 2007                                                         | Radio                                   | —                       | —                       | —                       | —                       | Mail on Sunday        |
| 2008                                                         | Roll (featuring Sean Kingston)          | 61                      | —                       | 43                      | —                       | Mail on Sunday        |
| 2009                                                         | Shone (featuring Pleasure P)            | 57                      | 81                      | 38                      | 144                     | R.O.O.T.S.            |
| 2009                                                         | Touch Me                                | —                       | —                       | —                       | —                       | R.O.O.T.S.            |
| 2009                                                         | Balla (featuring Brisco and Billy Blue) | —                       | —                       | —                       | —                       | R.O.O.T.S.            |
| 2009                                                         | Available (featuring Akon)              | —                       | —                       | 89                      | —                       | R.O.O.T.S.            |
| 2010                                                         | Come with Me                            | —                       | —                       | —                       | —                       | Only One Flo (Part 1) |
| "—" indica che la pubblicazione non è entrata in classifica. |                                         |                         |                         |                         |                         |                       |

### Altre apparizioni
| Anno | Titolo                                               | Posizione in classifica | Posizione in classifica | Posizione in classifica | Album    |
| Anno | Titolo                                               | US BU                   | CAN                     | UK                      | Album    |
| ---- | ---------------------------------------------------- | ----------------------- | ----------------------- | ----------------------- | -------- |
| 2008 | Starstruck (Lady Gaga feat. Flo Rida e Space Cowboy) | 7                       | 74                      | 191                     | The Fame |